# Paracontias holomelas
Paracontias holomelas — вид сцинкоподібних ящірок родини сцинкових (Scincidae). Ендемік Мадагаскару. Вид названий на честь німецького натураліста Йоганна Марії Гільдебрандта.

## Поширення і екологія
Paracontias holomelas відомі з кількох місцевостей, розташованих на північному сході і сході острова Мадагаскар. Вони живуть у вологих рівнинних і гірських тропічних лісах.